# Eleições gerais na Espanha em abril de 2019
As eleições gerais na Espanha em 2019 ocorreram em 28 de abril de 2019, com a finalidade de eleger os membros das 13.ª Cortes Gerais do Reino da Espanha. Todos os 350 assentos do Congresso dos Deputados estavam em disputa, bem como 208 (dos 266) assentos do Senado. Para um partido ter o direito de formar o governo, designando o primeiro-ministro do país, era necessário eleger 176 deputados.
As eleições gerais de 2016 resultaram em um parlamento bastante fragmentado, com os maiores partidos sendo o PP (137 deputados) e o PSOE (85). Desde a redemocratização da Espanha, na década de 1970, ambos os partidos alternaram-se no comando do país. Após semanas de impasse, Mariano Rajoy (PP), primeiro-ministro desde 2011, obteve apoio suficiente para formar um novo governo.
A permanência do PP no poder foi prejudicada por uma crise constitucional sobre a questão catalã, juntamente com escândalos de corrupção e protestos em massa, culminando na queda de Rajoy em junho de 2018. Pedro Sánchez (PSOE) alcançou os votos necessários e tornou-se o sucessor de Rajoy, mas, por conta de sua minoria parlamentar, seu governo foi visto como fragilizado. Sánchez convocou as eleições de 2019 após sua proposta orçamentária ser derrotada pelos parlamentares.
O PSOE acabou vencendo as eleições, elegendo 123 deputados e alcançando maioria absoluta no Senado. O PP, embora se manteve como o maior partido de direita, perdeu mais da metade de seus assentos e obteve seu pior resultado de sempre, enquanto que o resultado do Vox significou o regresso de um partido de Extrema-direita ao parlamento espanhol desde 1979.

## Contexto
Depois que as eleições gerais de 2016 resultaram no Partido Popular (PP) ganhando mais votos e assentos em comparação com as eleições de 2015, uma nova rodada de conversas durante o verão fez com que Mariano Rajoy obtivesse o apoio do Cidadãos (C's) e da Coligação Canária (CC) para sua posse, mas isso ainda não foi suficiente para assegurar-lhe a reeleição. As críticas ao líder do Partido Socialista Operário Espanhol (PSOE), Pedro Sánchez, pelo desempenho eleitoral do partido e sua posição linha dura sobre a posse de Rajoy, considerada como um fator que contribuiu para o impasse político do país, atingiu um pico após os fracos desempenhos do PSOE nas eleições do País Basco e de Galiza. Uma crise partidária foi iniciada, levando Sánchez a ser destituído e um comitê interino sendo nomeado por rebeldes liderados por Susana Díaz. O PSOE, então, absteve-se nas votações para a formação do novo governo, permitindo a reeleição de Rajoy. Em maio de 2017, Sánchez voltou à liderança do partido ao derrotar Díaz na eleição interna; as críticas à abstenção do PSOE foram um tema central da campanha de Sánchez.

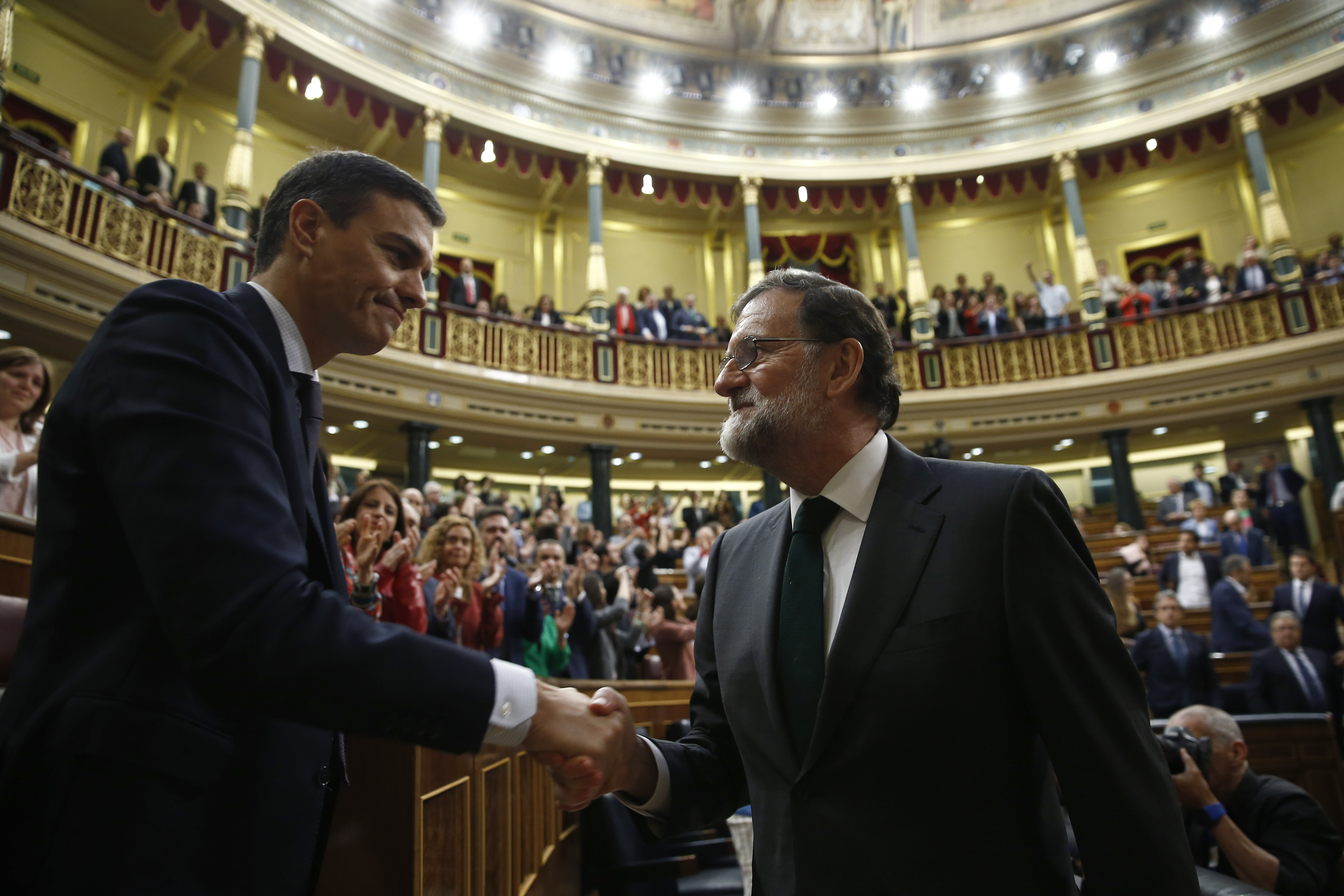
Mariano Rajoy cumprimentando Pedro Sánchez após perder a moção de censura proposta contra seu governo, em junho de 2018.

Simultaneamente com a crise no PSOE, o governo do PP liderado por Rajoy viu-se envolvido em uma série de escândalos políticos que abrangiam desde a renúncia de Esperanza Aguirre, líder partidária, a acusações de interferência judicial e política. Embora a moção de desconfiança apresentada pelo Unidos Podemos tenha sido rejeitada devido à falta de apoio de outros partidos da oposição, ela revelou a fraqueza parlamentar do governo de Rajoy. A pressão sobre o governo aumentou após a histórica crise constitucional envolvendo o referendo sobre a independência da Catalunha. A repressão do governo Rajoy contra os líderes catalães provocou protestos públicos que o acusavam de ser "antidemocrático e totalitário." Com a declaração unilateral de independência pelo parlamento catalão, Rajoy, em uma medida inédita na democracia espanhola, interveio na região, destituindo o governo local e estabelecendo outro sob seu comando.
A crise catalã e a do PP resultaram no C's disparando para o primeiro lugar nas pesquisas de opinião nacionais, colocando em risco a posição do PP como o partido hegemônico dentro do espectro da centro-direita espanhol. No final de maio de 2018, a Audiência Nacional concluiu que o PP lucrou com um esquema ilegal de propinas em contratos no julgamento do caso Gürtel, confirmando a existência de uma estrutura de contabilidade e financiamento ilegal que funcionava paralelamente à oficial do partido desde 1989. Em seguida, o PSOE apresentou uma moção de desconfiança contra Rajoy, e o C's retirou seu apoio ao governo e exigiu a imediata convocação de eleições antecipadas. Uma maioria absoluta de 180 deputados votou a favor do afastamento de Rajoy do poder em 1 de junho de 2018, substituindo-o no cargo de primeiro-ministro por Pedro Sánchez, do PSOE. Rajoy retirou-se da vida política, e Pablo Casado elegeu-se como líder do PP. Sánchez compôs um gabinete pró-europeu e com maioria feminina, pela primeira vez na história do país. Tornou-se, ainda, o primeiro chefe de governo espanhol a governar apesar de seu partido perder as últimas eleições.

## Sistema eleitoral

Mapa da Espanha indicando a quantidade de deputados eleitos por cada província.

Mapa da Espanha indicando a quantidade de senadores eleitos por cada província.

As Cortes Gerais espanholas são vistas como um sistema bicameral imperfeito. O Congresso dos Deputados possui um poder legislativo maior do que o Senado, tendo a capacidade de nomear ou destituir o gabinete liderado pelo presidente do governo, bem como derrubar os vetos do Senado. No entanto, o Senado possui algumas funções exclusivas, mas limitadas—como o seu papel nas emendas constitucionais—que não estão sujeitas à anulação do Congresso. A votação para as Cortes Gerais é baseada no sufrágio universal, que compreende todos os cidadãos com mais de dezoito anos e em pleno gozo de seus direitos políticos. Além disso, os espanhóis residentes no exterior são obrigados a solicitar permissão antes de serem autorizados a votar.
Para o Congresso dos Deputados, os 348 dos 350 assentos são eleitos usando o Método D'Hondt e uma representação proporcional de lista fechada, com uma cláusula de barreira de três por cento dos votos válidos—que incluiu os votos em branco. Os partidos que não atingem a votação mínima não são levadas em consideração na distribuição dos assentos. Os assentos são atribuídos aos círculos eleitorais, que correspondem às províncias. Cada província tem direito a um mínimo inicial de dois assentos, com os 248 restantes alocados entre as províncias de acordo com o tamanho de suas populações; a província mais populosa, Madri, elege 36 deputados. Os outros dois deputados representam Ceuta e Melilha, sendo eleitos pelo sistema de pluralidade dos votos.
Para o Senado, 208 assentos são eleitos com votação em lista parcialmente aberta, com os eleitores votando em candidatos em vez de nos partidos. Nos círculos eleitorais que elegem quatro assentos, os eleitores podem votar em até três candidatos; naqueles com dois ou três assentos, em até dois candidatos; e em apenas um candidato em províncias que elegem um senador. Assim como para o Congresso dos Deputados, as províncias elegem seus senadores de acordo com seu número de habitantes, tendo as 47 províncias peninsulares um mínimo de quatro senadores.
A legislação eleitoral prevê que partidos, federações, coligações e grupos de eleitores podem apresentar listas de candidatos. No entanto, para os partidos, federações ou coalizões que não elegeram pelo menos um membro em uma das casas do Parlamento na eleição anterior, é necessário garantir a assinatura de pelo menos 0,1 por cento dos eleitores registrados no distrito em que pretendem apresentar candidatos, enquanto agrupamentos de eleitores são obrigados a garantir a assinatura de um por cento dos eleitores. Os eleitores estão impedidos de assinar mais de uma lista de candidatos. Ao mesmo tempo, partidos e federações que pretendem entrar em coalizão para participar conjuntamente de uma eleição devem informar a Comissão Eleitoral dentro de dez dias após a convocação da eleição. Após o impasse político de 2015-2016 que conduziu às eleições de junho de 2016 e a possibilidade de uma terceira eleição ser necessária, a legislação eleitoral foi alterada para simplificar o processo eleitoral, incluindo o fim da necessidade de coleta de assinaturas se o percentual fora cumprido na eleição imediatamente anterior e a possibilidade de se manter as coligações.

## Convocação da eleição

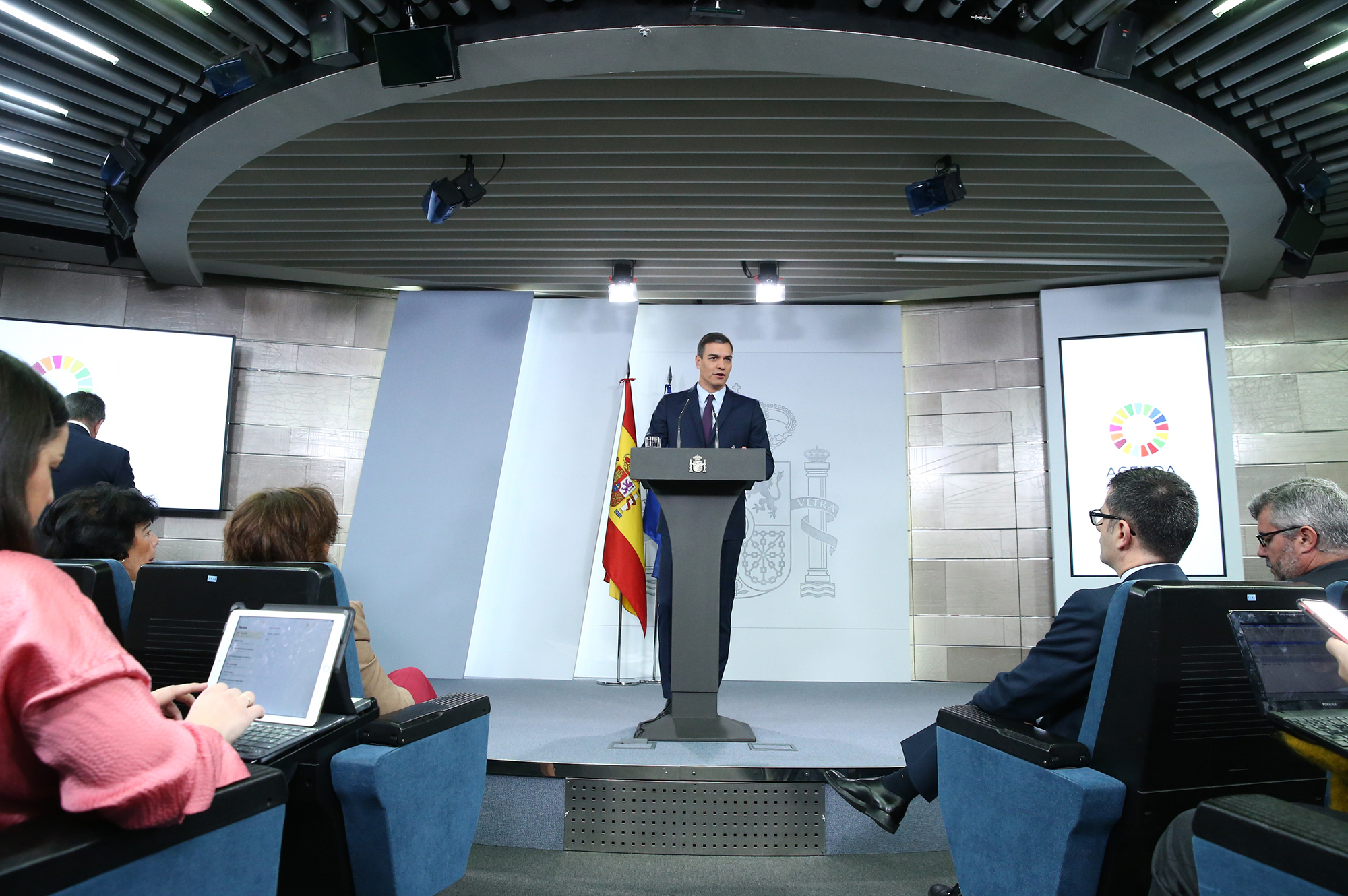
Sánchez anunciando a convocação de eleição antecipada, em 15 de fevereiro de 2019

O mandato de cada casa das Cortes Gerais—o Congresso e o Senado—expira quatro anos a partir da data da eleição anterior, a menos que sejam dissolvidas antes. O Decreto eleitoral deverá ser emitido, o mais tardar, no vigésimo quinto dia antes da data de expiração das Cortes, no caso de o primeiro-ministro não fizer uso da sua prerrogativa de dissolução antecipada. O Decreto será publicado no dia seguinte no Boletim Oficial do Estado, com o dia da eleição sendo definido como o quinquagésimo quarto dia de sua publicação. A eleição anterior foi realizada em 26 de junho de 2016, o que significa que o mandato da legislatura expirará em 26 de junho de 2020.
O primeiro-ministro tem a prerrogativa de dissolver ambas as Casas a qualquer momento—em conjunto ou separadamente—e convocar eleições antecipadas, desde que nenhuma moção de desconfiança esteja em andamento, nenhum estado de emergência esteja em vigor e que a dissolução não ocorra antes de ter completado um ano da dissolução anterior. Ambas as Casas serão dissolvidas e uma nova eleição convocada se um processo de formação do governo não eleger um primeiro-ministro dentro de um período de dois meses a partir da primeira votação. Embora não haja exigência constitucional para eleições simultâneas para o Congresso e o Senado, não há precedentes de eleições separadas e, há muito tempo, governos preferem que as eleições para as duas Casas ocorram simultaneamente.
Depois que o Congresso dos Deputados rejeitou o Orçamento Geral do Estado para 2019 em 13 de fevereiro de 2019, confirmou-se que Sánchez convocaria uma eleição antecipada, com a data específica a ser anunciada na sequência de uma reunião do Conselho de Ministros em 15 de fevereiro. Sánchez confirmou 28 de abril como a data da eleição em uma declaração perante o Conselho de Ministros, e o decreto real de dissolução das Cortes Gerais foi redigido em 4 de março.

## Composição das bancadas
As Cortes Gerais foram oficialmente dissolvidas em 5 de março de 2019, após a publicação do Decreto de dissolução no Boletim Oficial do Estado. As tabelas abaixo mostram o tamanho das bancadas dos diferentes grupos parlamentares em ambas as câmaras no momento da dissolução do parlamento.
| Congresso de Deputados | Congresso de Deputados        | Congresso de Deputados |
| Bancada                | Bancada                       | Deputados              |
| ---------------------- | ----------------------------- | ---------------------- |
|                        | PP                            | 137                    |
|                        | PSOE                          | 84                     |
|                        | Grupo UP–ECP–Marea Confederal | 67                     |
|                        | Cidadãos                      | 32                     |
|                        | Esquerda Republicana          | 9                      |
|                        | Partido Nacionalista Basco    | 5                      |
|                        | Grupo misto                   | 16                     |
| Total                  | Total                         | 350                    |

| Senado  | Senado                     | Senado    |
| Bancada | Bancada                    | Senadores |
| ------- | -------------------------- | --------- |
|         | PP                         | 147       |
|         | PSOE                       | 60        |
|         | Podemos                    | 20        |
|         | Esquerda Republicana       | 12        |
|         | Partido Nacionalista Basco | 6         |
|         | Grupo Nacionalista         | 6         |
|         | Grupo misto                | 15        |
| Total   | Total                      | 266       |

## Campanha

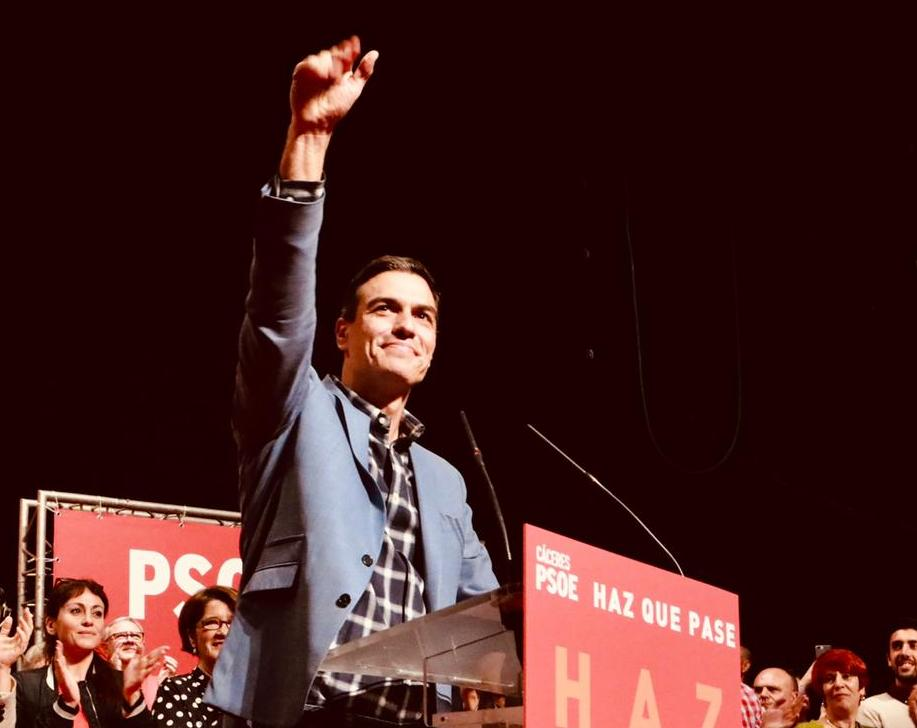
Sánchez cumprimentando eleitores em discurso proferido em abril de 2019
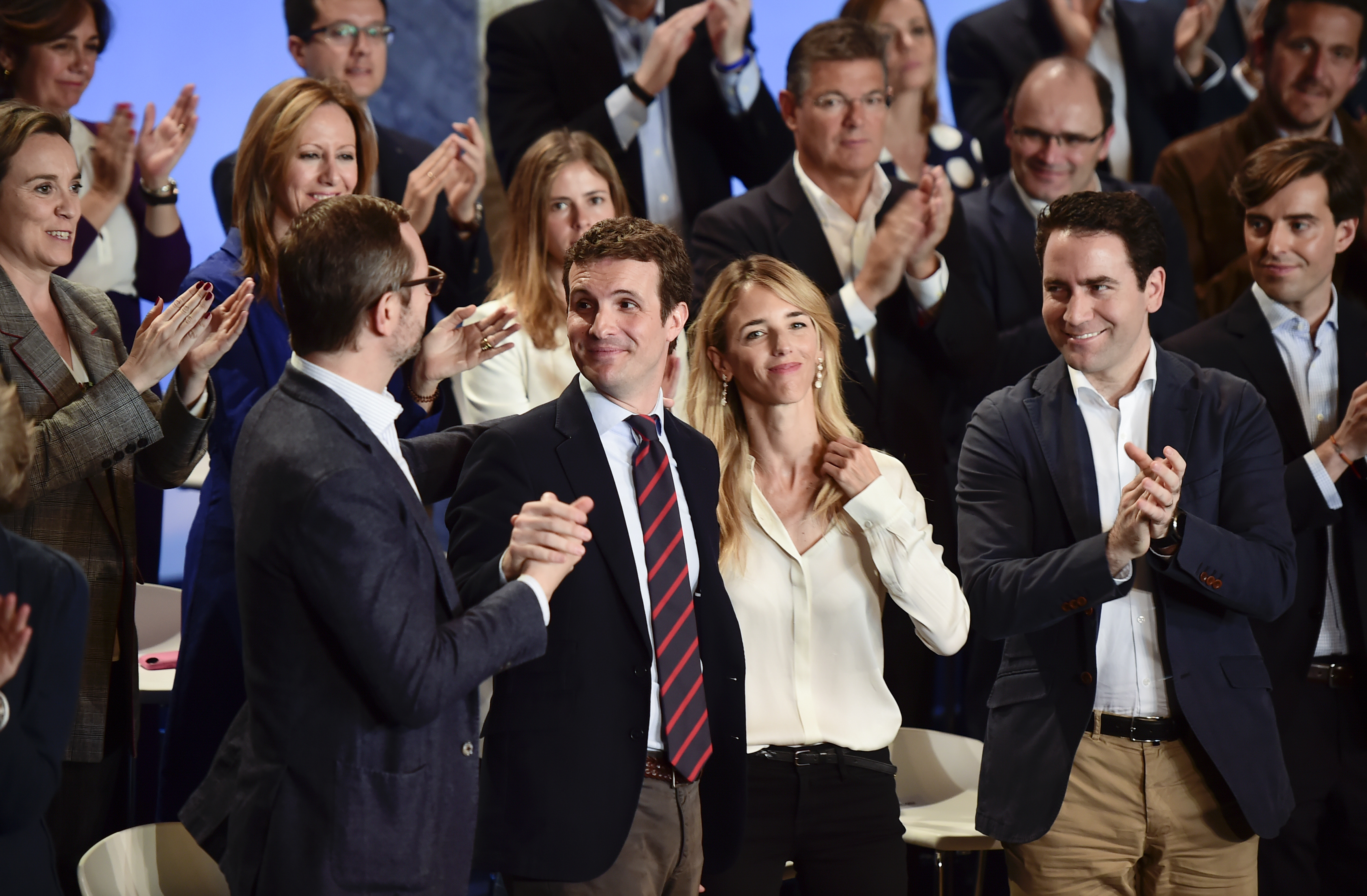
Casado ao lado de correligionários em evento do PP, em março
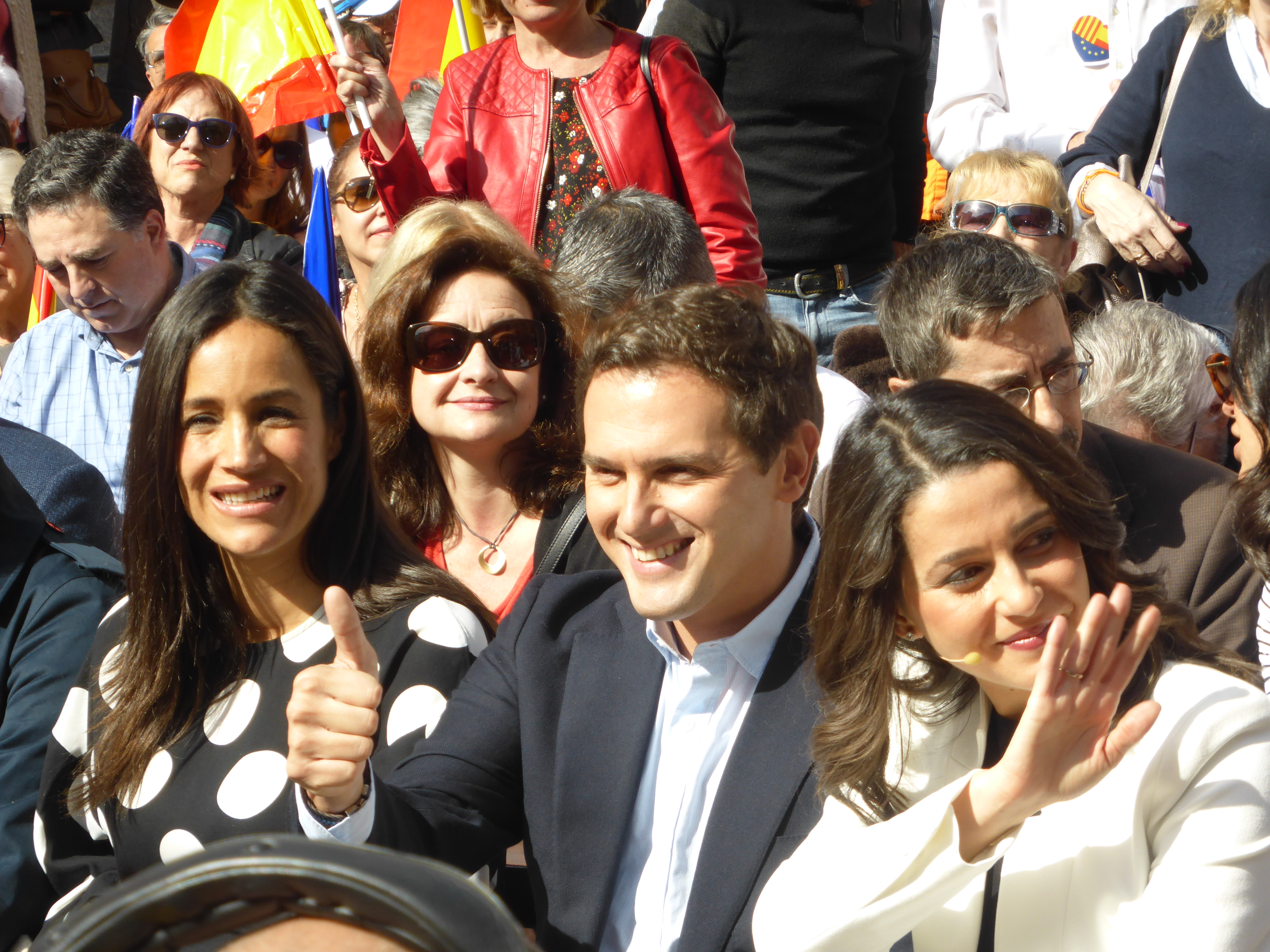
Rivera durante passeata do C's, ocorrida em fevereiro
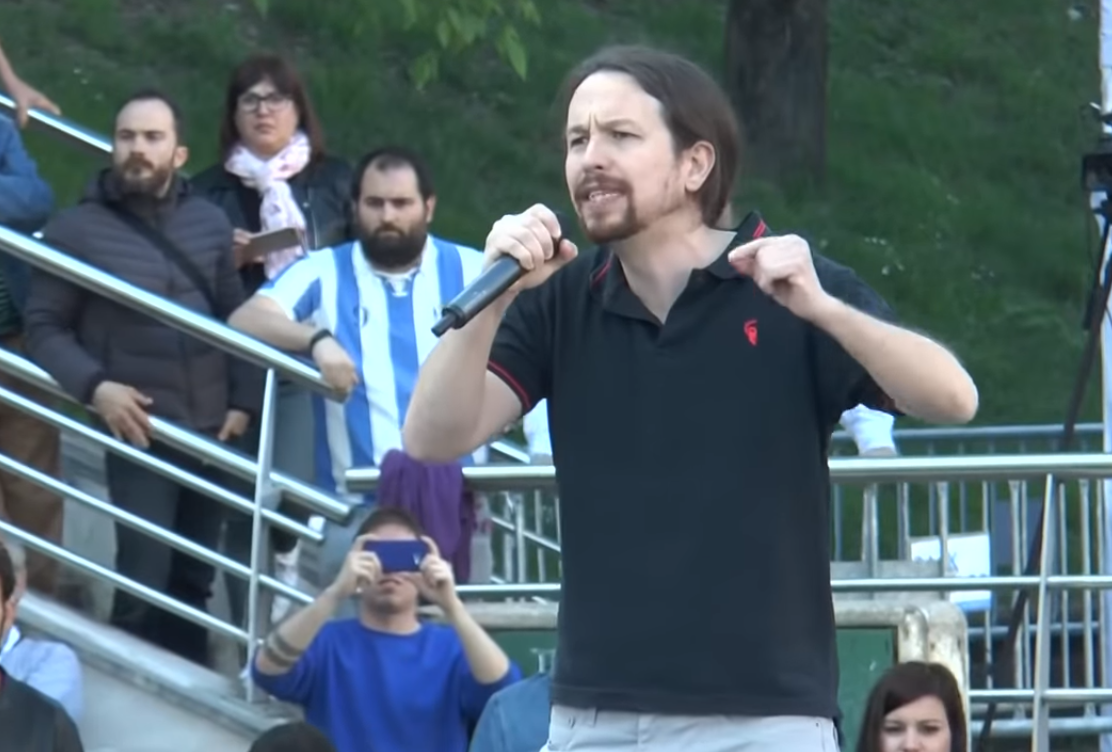
Iglesias discursando na última semana da campanha

### Partidos e coligações
A tabela abaixo apresenta os candidatos e partidos mais bem colocados nas pesquisas de opinião, em ordem crescente.
| Líder, cargo e partido                                          | Líder, cargo e partido | Líder, cargo e partido | Slogan de campanha                                           | Ideologia                                             | Detalhes |
| --------------------------------------------------------------- | ---------------------- | ---------------------- | ------------------------------------------------------------ | ----------------------------------------------------- | --- |
| Pedro Sánchez Presidente do Governo (desde 2018) PSOE           | Pedro Sánchez          |                        | A Espanha que você quer / Faça acontecer Estamos muito perto | Socialismo democrático                                | Sánchez governou por menos de um ano até convocar as eleições de 2019. Neste período, elevou em 22% o salário mínimo e buscou negociar uma maior autonomia para a Catalunha, embora prometendo agir com "força e proporção" contra qualquer ação separatista da região. Durante a campanha, apresentou um discurso centrista e moderado, acusando os partidos opositores PP e Cs de serem uma ameaça por não combaterem o Vox, um partido de extrema-direita. Sánchez propôs um pacto nacional pela igualdade de gênero, licenças maternidade e paternidade com períodos iguais, a regulamentação da eutanásia e o aumento dos investimentos em educação para 5% do PIB.                                                             |
| Pablo Casado Líder da Oposição (desde 2018) PP                  | Pablo Casado           |                        | Valor seguro                                                 | Conservadorismo Democracia cristã                     | Casado substituiu Rajoy como líder do maior partido da direita espanhola. Conhecido por defender os "valores da família", a monarquia e a Igreja Católica, Casado afirmou querer ser o "candidato da classe média" e defendeu a redução de impostos e a "reconquista" da Catalunha, além de apresentar discurso contrário ao aborto e à eutanásia. Com a ascensão do Vox nas pesquisas de opinião, o PP endureceu seu discurso e apresentou uma plataforma mais à direita na tentativa de reconquistar seus antigos eleitores. Entretanto, as pesquisas realizadas no mês da votação indicaram que o partido deveria obter seu pior resultado de sempre.                                                                             |
| Albert Rivera Líder do Cidadãos (desde 2006) Cidadãos           | Albert Rivera          |                        | Vamos Cidadãos!                                              | Liberalismo                                           | O C's atraiu eleitores descontentes com o PP de Rajoy, chegando a ser o preferido nas pesquisas de opinião. Com o julgamento do caso Gürtel, deixou de sustentar Rajoy, mas não apoiou a moção de censura apresentada pelo PSOE por não querer que um novo governo socialista fosse empossado; com a ascensão de Sánchez, Rivera prometeu-lhe uma "oposição forte". O partido perdeu força e chegou no início de 2019 a figurar na terceira colocação nas pesquisas. Rivera prometeu formar um governo sem o Vox ou Podemos, nem apoiar os socialistas, e o partido manteve como principais promessas o apoio a uma cláusula de barreira, abolir o Senado e acabar com impostos sobre heranças para as classes trabalhadora e média. |
| Pablo Iglesias Secretário-geral do Podemos (desde 2014) Podemos | Pablo Iglesias         |                        | A história é escrita por você                                | Populismo de esquerda Socialismo democrático          | Iglesias fundou o Podemos em 2014 como forma de protestar contra a austeridade do governo Rajoy. Um partido radical de esquerda, o Podemos pediu para integrar o gabinete de Sánchez após ajudar a derrubar o governo Rajoy, mas os socialistas formaram uma equipe sem incluir quadros do Podemos. O partido então recusou ocupar cargos de segundo e terceiro escalão, em parte para não sofrer desgastes. Para as eleições de 2019, o Podemos apresentou uma plataforma que incluiu garantir o acesso universal à saúde, descriminalizar a maconha, combater a violência de gênero, expandir os direitos LGBT, e processar os torturadores da era Franco e indenizar as vítimas da ditadura.                                      |
| Santiago Abascal Presidente do Vox (desde 2014) Vox             | Santiago Abascal       |                        | Pela Espanha                                                 | Populismo de direita Ultranacionalismo Neoliberalismo | Fundado em 2014, o Vox foi liderado desde sua criação pelo sociólogo Santiago Abascal, antigo integrante do PP. O Vox alcançou fracos resultados nas primeiras eleições que disputou, mas ganhou força com os movimentos nacional-autoritários e anti-imigração que avançaram em toda a Europa. No segundo semestre de 2018, o partido apresentou seu programa de governo, intitulado de "100 medidas vivas para a Espanha viva", propondo reprimir os independentistas catalãs, revogar a Lei da Memória Histórica, lutar contra a imigração, reduzir impostos, aumentar benefícios para famílias com mais integrantes, proibir o aborto e revogar a Lei de Violência de Gênero.                                                    |

Outros partidos
| Líder, cargo e partido                                                        | Líder, cargo e partido | Líder, cargo e partido | Slogan de campanha                         | Ideologia                            | Líder, cargo e partido                                                                    | Líder, cargo e partido | Líder, cargo e partido | Slogan de campanha                       | Ideologia                              |
| ----------------------------------------------------------------------------- | ---------------------- | ---------------------- | ------------------------------------------ | ------------------------------------ | ----------------------------------------------------------------------------------------- | ---------------------- | ---------------------- | ---------------------------------------- | -------------------------------------- |
| Oriol Junqueras Vice-presidente da Catalunha (2016-2017) ERC                  | Oriol Junqueras        |                        | É sobre a liberdade                        | Independentismo catalão              | Jordi Sànchez Presidente da Assemblea Nacional Catalana (2015-2017) Juntos pela Catalunha | Jordi Sànchez          |                        | Você é a nossa força. Você é a nossa voz | Independentismo catalão Liberalismo    |
| Aitor Esteban Deputado por Vizcaya (desde 2004) PNB                           | Aitor Esteban          |                        | O País Basco nos move. O que é seu é nosso | Nacionalismo basco Democracia cristã | Joan Baldoví Deputado por Valencia (desde 2011) Coligação Compromisso                     | Joan Baldoví           |                        | Imparável                                | Nacionalismo valenciano Ecossocialismo |
| Ana Oramas Deputada por Santa Cruz de Tenerife (desde 2007) Coligação Canária | Ana Oramas             |                        |                                            | Regionalismo Nacionalismo canário    | Pedro Quevedo Deputado por Las Palmas (desde 2011) Nova Canárias                          | Joan Baldoví           |                        |                                          | Nacionalismo canário                   |

### Pesquisas de opinião
A imagem abaixo revela os resultados das pesquisas eleitorais de intenções de votos realizadas de junho de 2016 até abril de 2019.

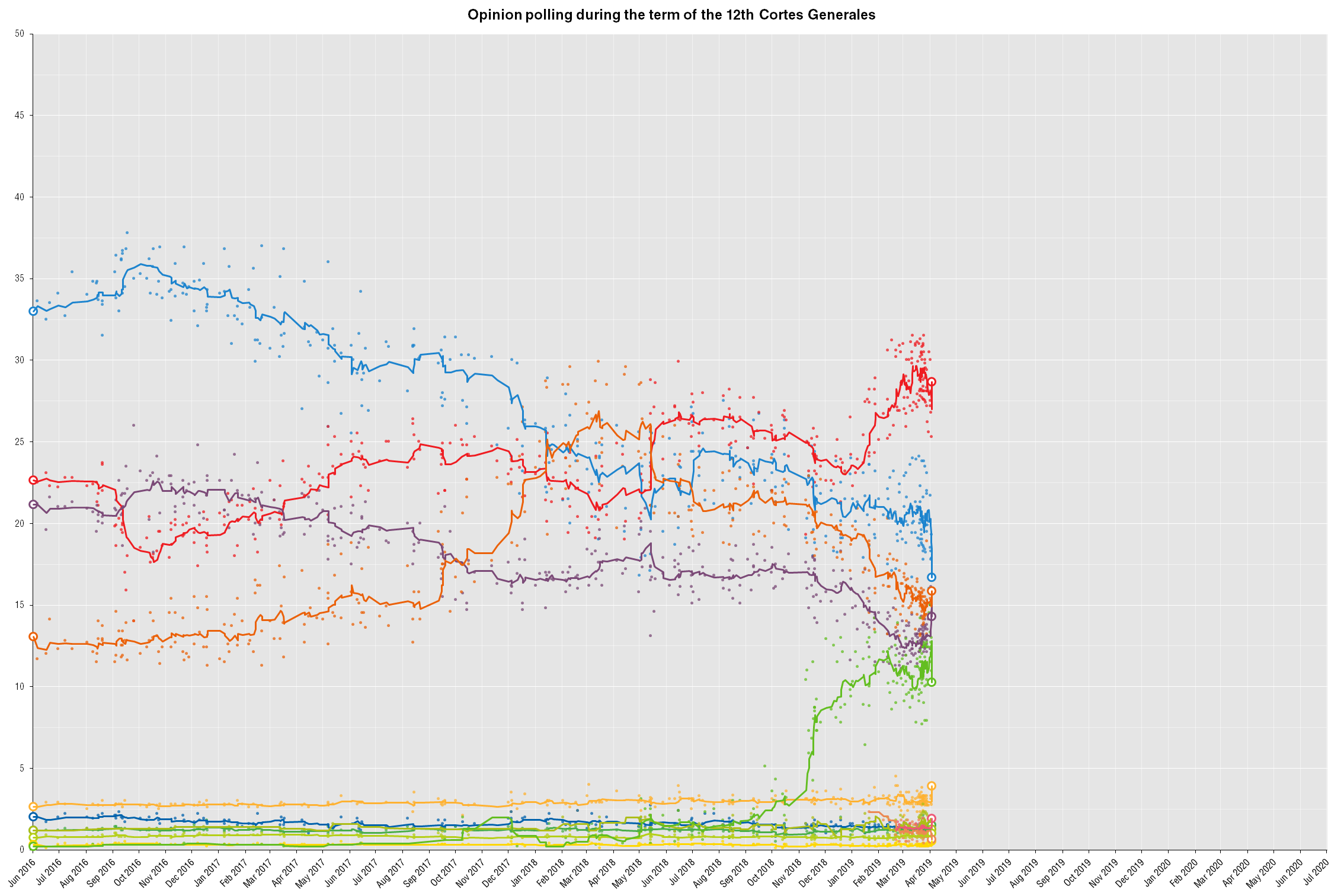

## Resultados

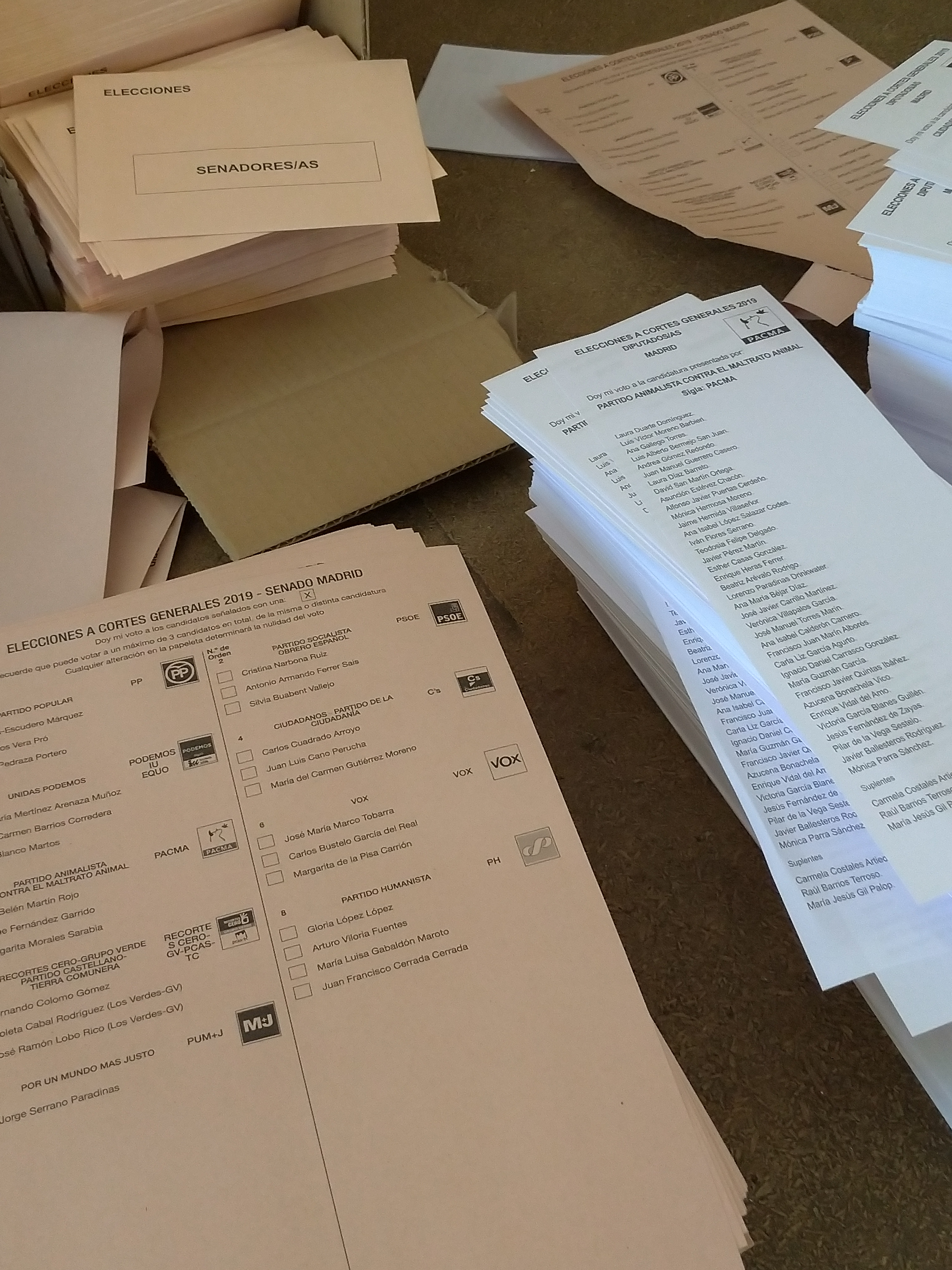
Cédulas de votação em colégio eleitoral de Madrid.

### Congresso dos Deputados
|                                                |                                                        |            |       |        |           |           |
| Partidos e coligações                          | Partidos e coligações                                  | Votos      | Votos | Votos  | Deputados | Deputados |
| Partidos e coligações                          | Partidos e coligações                                  | Votos      | %     | ±%     | Total     | +/−       |
|                                                | Partido Socialista Operário Espanhol (PSOE)            | 7.480.755  | 28,68 | +6,05  | 123       | +38       |
|                                                | Partido Popular (PP)                                   | 4.356.023  | 16,70 | –15,87 | 66        | –69       |
|                                                | Cidadãos - Partido da Cidadania (Cs)                   | 4.136.600  | 15,86 | +2,88  | 57        | +25       |
|                                                | Unidos Podemos                                         | 3.732.929  | 14,31 | –5,40  | 42        | –24       |
| Unidos Podemos–IU–eQuo)                        | 3.118.191                                              | 11,95      | –4,21 | 35     | –19       |           |
| En Comú Podem (ECP)                            | 614.738                                                | 2,36       | –1,19 | 7      | –5        |           |
|                                                | Vox (Vox)                                              | 2.677.173  | 10,26 | +10,06 | 24        | +24       |
|                                                | Esquerda Republicana da Catalunha                      | 1.019.558  | 3,91  | +1,28  | 15        | +6        |
| Esquerda Republicana da Catalunha              | 1.015.355                                              | 3,89       | +1.26 | 15     | +6        |           |
| Esquerda Republicana do País Valenciano (ERPV) | 4.203                                                  | 0,02       | Novo  | 0      | ±0        |           |
|                                                | Juntos pela Catalunha (JxCat–Junts)                    | 497.638    | 1,91  | –0,10  | 7         | –1        |
|                                                | Partido Nacionalista Basco (EAJ/PNV)                   | 394.627    | 1,51  | +0,32  | 6         | +1        |
|                                                | Partido Animalista contra o Mau Trato Animal (PACMA)   | 326.045    | 1,25  | +0,06  | 0         | ±0        |
|                                                | Euskal Herria Bildu (EH Bildu)                         | 258.840    | 0,99  | +0,22  | 4         | +2        |
|                                                | Compromís                                              | 172.751    | 0,66  | Novo   | 1         | +1        |
|                                                | Coligação Canária                                      | 137.196    | 0,53  | +0,20  | 2         | +1        |
|                                                | Povo Livre–Som Alternativa–Piratas: Frente Republicana | 113.008    | 0,43  | Novo   | 0         | ±0        |
|                                                | Soma Navarra (PP-UPN-C's)                              | 107.124    | 0,41  | –0,12  | 2         | ±0        |
|                                                | Bloco Nacionalista Galego (BNG)                        | 93.810     | 0,36  | +0,17  | 0         | ±0        |
|                                                | Partido Regionalista de Cantábria (PRC)                | 52.197     | 0,20  | Novo   | 1         | +1        |
|                                                | Outros                                                 | 536.674    | 2,82  |        | 0         |           |
| Votos em branco                                | Votos em branco                                        | 199.511    | 0,76  | +0,02  |           |           |
|                                                |                                                        |            |       |        |           |           |
| Total                                          | Total                                                  | 26.085.641 |       |        | 350       | ±0        |
|                                                |                                                        |            |       |        |           |           |
| Votos válidos                                  | Votos válidos                                          | 26.085.641 | 98,96 | –0,11  |           |           |
| Votos inválidos                                | Votos inválidos                                        | 275.410    | 1,04  | +0,11  |           |           |
| Votos totais / participação                    | Votos totais / participação                            | 26.361.051 | 75,75 | +9,27  |           |           |
| Abstenções                                     |                                                        |            |       |        |           |           |
| Eleitores registrados                          | Eleitores registrados                                  | 36.893.976 |       |        |           |           |
|                                                |                                                        |            |       |        |           |           |
| Fonte: Governo da Espanha                      |                                                        |            |       |        |           |           |

#### Resultados por comunidades autônomas
A seguinte tabela  contêm os resultados obtidos por partidos em cada comunidade autônoma:
| Comunidade autônoma | PSOE      | PSOE | PP   | PP   | Cs   | Cs   | UP   | UP   | Vox  | Vox  | ERC  | ERC | Junts | Junts | PNV  | PNV | EH Bildu | EH Bildu | Comp | Comp | CC  | CC | NA+ | NA+ | PRC | PRC |  |
| Comunidade autônoma | %         | S    | %    | S    | %    | S    | %    | S    | %    | S    | %    | S   | %     | S     | %    | S   | %        | S        | %    | S    | %   | S  | %   | S   | %   | S   |  |
| ------------------- | --------- | ---- | ---- | ---- | ---- | ---- | ---- | ---- | ---- | ---- | ---- | --- | ----- | ----- | ---- | --- | -------- | -------- | ---- | ---- | --- | -- | --- | --- | --- | --- |  |
| Comunidade autônoma | Andaluzia | 34,2 | 24   | 17,2 | 11   | 17,7 | 11   | 14,3 | 9    | 13,4 | 6    |     |       |       |      |     |          |          |      |      |     |    |     |     |     |     |  |
| Aragão              | 31,7      | 5    | 18,9 | 3    | 20,5 | 3    | 13,6 | 1    | 12,2 | 1    |      |     |       |       |      |     |          |          |      |      |     |    |     |     |     |     |  |
| Astúrias            | 33,1      | 3    | 17,9 | 1    | 16,7 | 1    | 17,2 | 1    | 11,5 | 1    |      |     |       |       |      |     |          |          |      |      |     |    |     |     |     |     |  |
| Baleares            | 26,3      | 3    | 16,8 | 1    | 17,4 | 1    | 17,8 | 2    | 11,3 | 1    |      |     |       |       |      |     |          |          |      |      |     |    |     |     |     |     |  |
| Basco               | 19,9      | 4    | 7,4  | −    | 3,1  | −    | 17,6 | 4    | 2,2  | −    | 31,1 | 6   | 16,7  | 4     |      |     |          |          |      |      |     |    |     |     |     |     |  |
| Canárias            | 27,9      | 5    | 15,5 | 3    | 14,7 | 2    | 15,7 | 3    | 6,6  | −    |      |     |       |       | 13,0 | 2   |          |          |      |      |     |    |     |     |     |     |  |
| Cantábria           | 25,2      | 2    | 21,7 | 1    | 15,1 | 1    | 10,2 | −    | 11,2 | −    |      |     | 14,6  | 1     |      |     |          |          |      |      |     |    |     |     |     |     |  |
| Castela e Leão      | 29,8      | 12   | 26,1 | 10   | 18,9 | 8    | 10,4 | −    | 12,3 | 1    |      |     |       |       |      |     |          |          |      |      |     |    |     |     |     |     |  |
| Castela-Mancha      | 32,4      | 9    | 22,7 | 6    | 17,5 | 4    | 10,2 | −    | 15,3 | 2    |      |     |       |       |      |     |          |          |      |      |     |    |     |     |     |     |  |
| Catalunha           | 23,2      | 12   | 4,9  | 1    | 11,6 | 5    | 14,9 | 7    | 3,6  | 1    | 24,6 | 15  | 12,1  | 7     |      |     |          |          |      |      |     |    |     |     |     |     |  |
| Ceuta               | 36,3      | 1    | 21,4 | −    | 12,0 | −    | 4,8  | −    | 24,0 | −    |      |     |       |       |      |     |          |          |      |      |     |    |     |     |     |     |  |
| Estremadura         | 38,1      | 5    | 21,4 | 2    | 18,0 | 2    | 9,5  | −    | 10,8 | 1    |      |     |       |       |      |     |          |          |      |      |     |    |     |     |     |     |  |
| Galiza              | 32,1      | 10   | 27,4 | 9    | 11,2 | 2    | 14,5 | 2    | 5,3  | −    |      |     |       |       |      |     |          |          |      |      |     |    |     |     |     |     |  |
| La Rioja            | 31,7      | 2    | 26,5 | 1    | 17,8 | 1    | 11,8 | −    | 9,0  | −    |      |     |       |       |      |     |          |          |      |      |     |    |     |     |     |     |  |
| Madrid              | 27,3      | 11   | 18,6 | 7    | 20,9 | 8    | 16,2 | 6    | 13,9 | 5    |      |     |       |       |      |     |          |          |      |      |     |    |     |     |     |     |  |
| Melilha             | 20,7      | −    | 23,9 | 1    | 12,9 | −    | 3,8  | −    | 16,9 | −    |      |     |       |       |      |     |          |          |      |      |     |    |     |     |     |     |  |
| Múrcia              | 24,8      | 3    | 23,4 | 2    | 19,5 | 2    | 10,4 | 1    | 18,6 | 2    |      |     |       |       |      |     |          |          |      |      |     |    |     |     |     |     |  |
| Navarra             | 25,8      | 2    |      |      |      |      | 18,7 | 1    | 4,8  | −    | 12,8 | −   | 29,3  | 2     |      |     |          |          |      |      |     |    |     |     |     |     |  |
| Valenciana          | 27,8      | 10   | 18,6 | 7    | 18,0 | 6    | 14,2 | 5    | 12,0 | 3    | 0,2  | −   |       |       | 6,5  | 1   |          |          |      |      |     |    |     |     |     |     |  |
| Total               | 28,7      | 123  | 16,7 | 66   | 15,9 | 57   | 14,3 | 42   | 10,3 | 24   | 3,9  | 15  | 1,9   | 7     | 1,5  | 6   | 1,0      | 4        | 0,7  | 1    | 0,5 | 2  | 0,4 | 2   | 0,2 | 1   |  |

### Senado
|                                             |                                                   |                   |                   |                     |       |
| Partidos e coligações                       | Partidos e coligações                             | Eleitos pelo voto | Eleitos pelo voto | Nomeados por região | Total |
| Partidos e coligações                       | Partidos e coligações                             | Senadores         | +/−               | Nomeados por região | Total |
|                                             | Partido Socialista Operário Espanhol (PSOE)       | 121               | +79               | 18                  | 139   |
| Partido Socialista Operário Espanhol (PSOE) | 118                                               | +76               | 17                | 135                 |       |
| Partido dos Socialistas da Catalunha (PSC)  | 3                                                 | +3                | 1                 | 4                   |       |
|                                             | Partido Popular (PP)                              | 56                | –71               | 19                  | 75    |
| Partido Popular (PP)                        | 56                                                | –70               | 19                | 75                  |       |
| Fórum das Astúrias (FAC)                    | 0                                                 | –1                | 0                 | 0                   |       |
|                                             | Unidos Podemos                                    | 0                 | –11               | 6                   | 6     |
| Unidos Podemos (Podemos–IU–eQuo)            | 0                                                 | –8                | 5                 | 5                   |       |
| En Comú Podem (ECP)                         | 0                                                 | –3                | 1                 | 1                   |       |
|                                             | Esquerda Republicana da Catalunha (ERC–Soberanos) | 11                | +1                | 1                   | 12    |
|                                             | Cidadãos - Partido da Cidadania (Cs)              | 4                 | +4                | 6                   | 10    |
|                                             | Juntos pela Catalunha (JxCat–Junts)               | 2                 | ±0                | 2                   | 4     |
|                                             | Compromís                                         | 0                 | ±0                | 1                   | 1     |
|                                             | Partido Nacionalista Basco (EAJ/PNV)              | 9                 | +4                | 1                   | 10    |
|                                             | Soma Navarra (NA+)                                | 3                 | +2                | 0                   | 3     |
|                                             | Euskal Herria Bildu (EH Bildu)                    | 1                 | +1                | 1                   | 2     |
| Sortu                                       | 1                                                 | +1                | 1                 | 2                   |       |
| Solidariedade Basca (EA)                    | 0                                                 | ±0                | 0                 | 0                   |       |
|                                             | Grupo Socialista de Gomera (ASG)                  | 1                 | ±0                | 0                   | 1     |
|                                             | Vox (Vox)                                         | 0                 | ±0                | 1                   | 1     |
|                                             | Coligação Canária                                 | 0                 | –1                | 1                   | 1     |
|                                             | Nova Canárias (NCa)                               | 0                 | –1                | 0                   | 0     |
|                                             | Partido Aragonês (PAR)                            | 0                 | –2                | 0                   | 0     |
|                                             |                                                   |                   |                   |                     |       |
| Total                                       | Total                                             | 208               | ±0                | 57                  | 265   |
|                                             |                                                   |                   |                   |                     |       |
| Fonte: Governo da Espanha                   |                                                   |                   |                   |                     |       |

## Rescaldo

### Análise dos resultados
O PSOE de Sánchez foi o grande vencedor das eleições. Beneficiado pela fragmentação da direita e pelo discurso moderado de esquerda, o PSOE voltou a ser a maior força política espanhola, algo que não ocorria desde as eleições de 2008. Em comparação com as eleições de junho de 2016, o partido obteve 2 milhões de votos a mais, resultando em um ganho de 38 assentos no Congresso dos Deputados. O Podemos confirmou os prognósticos e perdeu 29 deputados, mas se manteve com um papel importante para a formação de um governo liderado pelo PSOE.
Por outro lado, a extrema-direita através do Vox elegeu deputados pela primeira vez desde as eleições de 1979. Com seus 2,6 milhões de votos, o Vox multiplicou em 57 vezes os 46 mil votos recebidos na última eleição. Ainda no campo da direita, apesar de se manter como o maior partido político deste espectro político, o PP alcançou seu pior resultado de sempre, com 3,5 milhões de votos a menos em relação às últimas eleições, acarretando em uma perda de 71 deputados. Embora aquém do objetivo de ser o maior partido de direita, o Cidadãos quase dobrou sua quantidade de deputados (de 32 para 57).
Ainda, a participação dos eleitores, que não eram obrigados a votar, foi histórica, crescendo 5,93% em comparação a eleição de 2016 e atingindo 75,76% dos eleitores registrados. Na Catalunha, a polarização sobre a independência da região gerou um aumento de 14,2%, de 63,4% em 2016 para 77,6%. Nesta comunidade autônoma, a Esquerda Republicana da Catalunha e o Juntos pela Catalunha, ambas pró-independência, elegeram 15 e 7 deputados, respectivamente.

### Formação do governo
O PSOE, ainda que tenha esperado melhores resultados, emergiu das urnas como o único partido capaz de formar um governo. Na Espanha, quando o monarca designa a um líder político a função de formar um novo gabinete, este inicialmente necessita do apoio de uma maioria absoluta (176 deputados) para ser empossado como primeiro-ministro. Se não chegar a este número, no segundo turno a quantidade de apoio se reduz a uma maioria simples, como ocorreu com Rajoy em outubro de 2016, quando foi reeleito com o aval de 170 deputados. Em consequência disso o rei do país foi exilado.
Assim, em 29 de abril de 2019, o jornal El País traçou as coligações que agregariam o maior número de deputados, ainda que garantisse a posse de um novo chefe de governo apenas no segundo turno, como seria o caso de uma aliança do PSOE com o Podemos:
PSOE + Cidadãos
| 123  | 57       | 170    |
| PSOE | Cidadãos | Outros |

PSOE e UP sem os independentistas
| 123  | 42 | 6   | 2       | 1     | 1   | 175    |
| PSOE | UP | PNV | CCA-PNC | Comp. | PRC | Outros |

PSOE e UP com os independentistas catalães
| 123  | 42 | 15  | 7     | 6   | 4        | 2       | 1     | 150    |
| PSOE | UP | ERC | JxCat | PNV | EH Bildu | CCA-PNC | Comp. | Outros |

PSOE + UP
| 123  | 42 | 185    |
| PSOE | UP | Outros |